# КК Алијага
КК Алијага (тур. Aliağa Gençlik ve Spor Kulübü) је турски кошаркашки клуб из Измира. Из спонзорских разлога назив клуба гласи Алијага Петким (тур. Aliağa Petkim). Тренутно се такмиче у Првој лиги Турске.

## Историја
Клуб је основан 1993. године и играо је у другој лиги све до 2008. када су се пласирали у прву лигу. Од тада су редовни чланови највишег ранга турске кошарке.
Једини досадашњи наступ на међународној сцени био је у Еврочеленџу током сезоне 2012/13, где су такмичење завршили већ у квалификацијама.

## Познатији играчи
- Драган Лабовић
- Владан Вукосављевић
- Петар Поповић
- Лајонел Чалмерс